# Jardín Botánico de Belfast
El Jardín Botánico de Belfast en inglés: Belfast Botanic Gardens es un jardín botánico y parque público de unos 28 acres 28 (110,000 m²) de extensión de Belfast, Irlanda del Norte. 
Depende administrativamente del Ayuntamiento de Belfast. 
Su código de identificación internacional como institución botánica, así como las siglas de su herbario es BELFA. 

## Localización
El jardín botánico se encuentra ubicado en Stranmillis Road, en la zona universitaria de Belfast, en la cercanía de la Queen's University. El Ulster Museum se encuentra en su entrada principal.
Planos y vistas satelitales.54°34′55″N 5°55′52″O / 54.58194, -5.93111

## Historia
Los jardines se crearon en 1828 como un jardín privado, los Jardines Botánicos Reales de Belfast. Continuó como parque privado durante muchos años, hasta 1895, abriéndose al público solamente en los domingos. Entonces se convirtió en un parque público en 1895 en que la corporación de Belfast compró los jardines a la Belfast Botanical and Horticultural Society («Sociedad Botánica y Hortícola de Belfast»). La corporación de Belfast era el precursor de Ayuntamiento de Belfast, el actual dueño.
Uno de los atractivos del jardín botánico es la Palm House («Casa de Palma»). La primera piedra fue puesta por George Chichester, tercer marqués de Donegall, en 1839 y los trabajos terminaron en 1840. Es uno de los ejemplos más tempranos a nivel mundial de un invernadero curvilíneo. Diseñado por Charles Lanyon y construido por forjador de hierros Richard Turner, la Casa de Palma de Belfast precede a los invernaderos de Kew y el Jardín Botánico Nacional de Irlanda en Glasnevin (Turner construyó ambos invernaderos). La Casa de Palma consta de dos alas, el ala fresca y el ala tropical que contiene la bóveda. Lanyon alteró sus planes originales para aumentar la altura de la bóveda, permitiendo pues plantas mucho más altas. 
Los jardines también contienen otro invernadero, el Tropical Ravine House («Casa Tropical del Barranco»). Construido por el jardinero principal Charles McKimm en 1889, ofrece un diseño único. Un barranco hundido con la longitud del edificio, con un balcón en cada lado para la visión. La casa de palma y la casa tropical del barranco eran los símbolos de la Belfast de la Época victoriana que crecía industrialmente con fuerza y prosperidad, atrayendo unos 10 000 visitantes al día.

## Colecciones
Las plantas que alberga el jardín botánico pertenecen en su mayor parte a las familias botánicas de,
- Bromeliaceae,
- Acanthaceae,
- Apocynaceae,
- Araliaceae,
- Bignoniaceae,
- Cyathaceae,
- Compositae,
- Euphorbiaceae,
- Gesneriaceae,
- Moraceae,
- Fagaceae,
- Gramineae,
- Leguminosae,
- Malvaceae,
- Myrtaceae,
- Polypodiaceae,
- Solanaceae,
- Palmae,

Son de destacar,

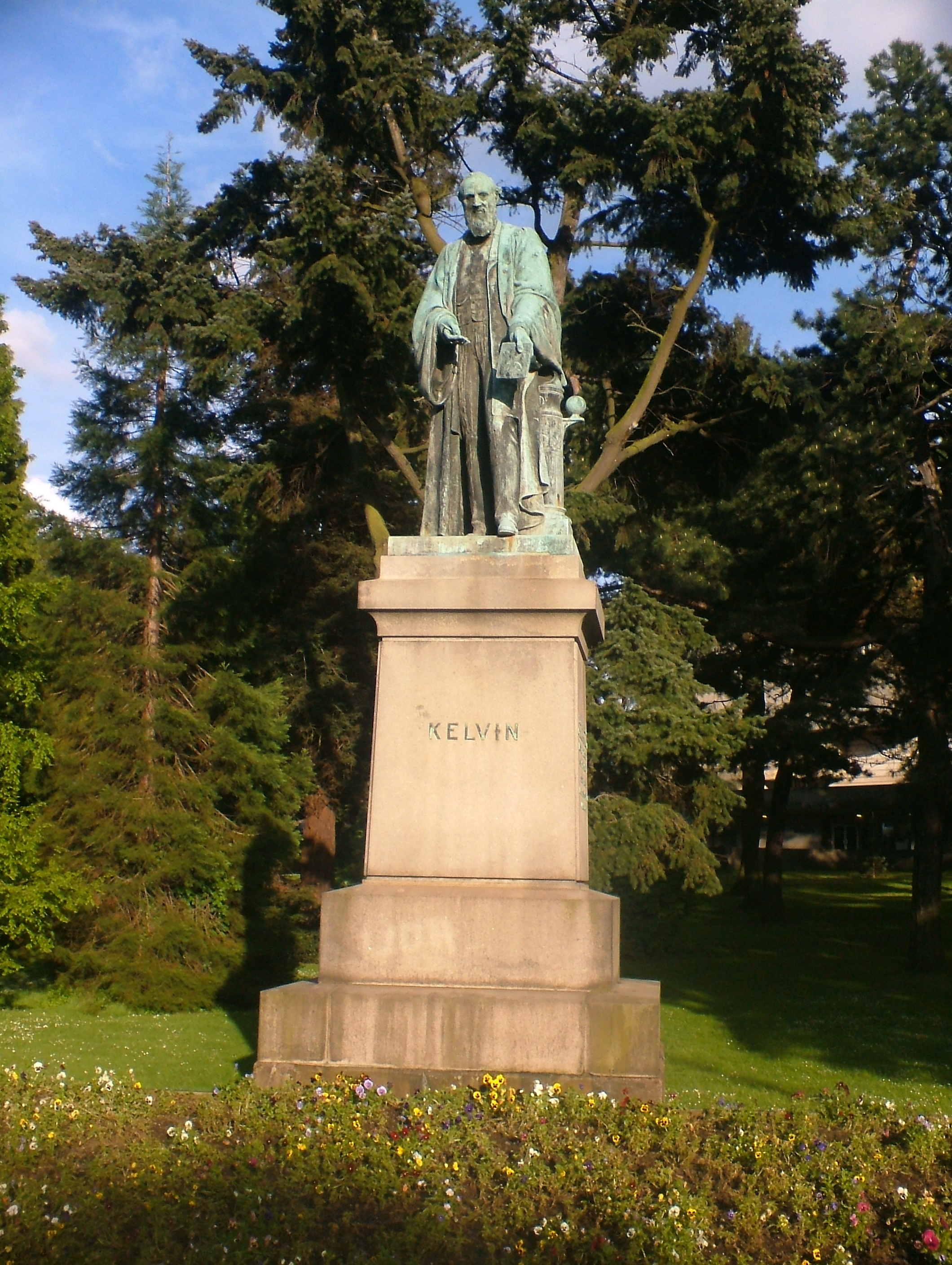
El físico nacido en Belfast, Lord Kelvin en la entrada del jardín botánico.

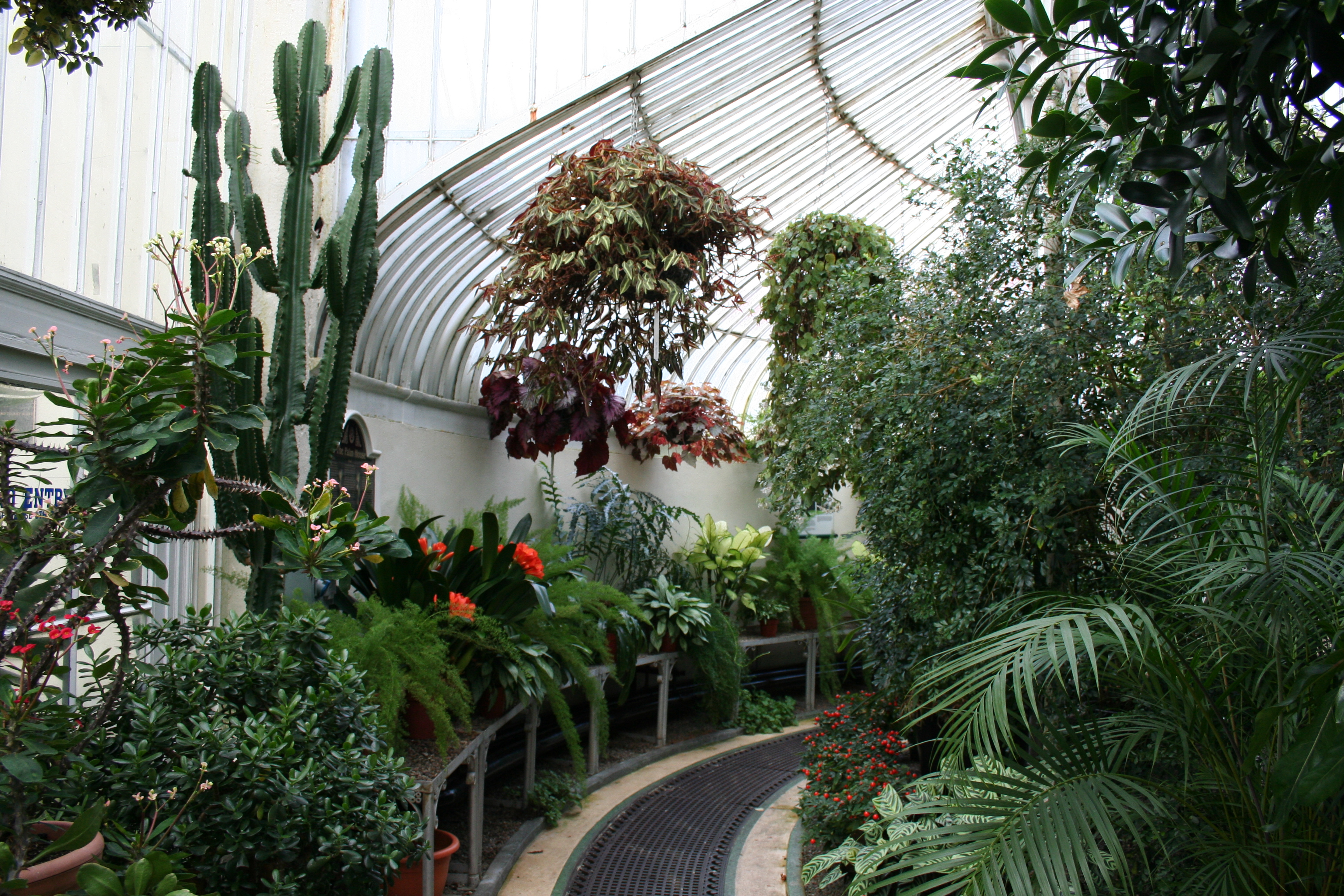
El interior de la "Palm House".

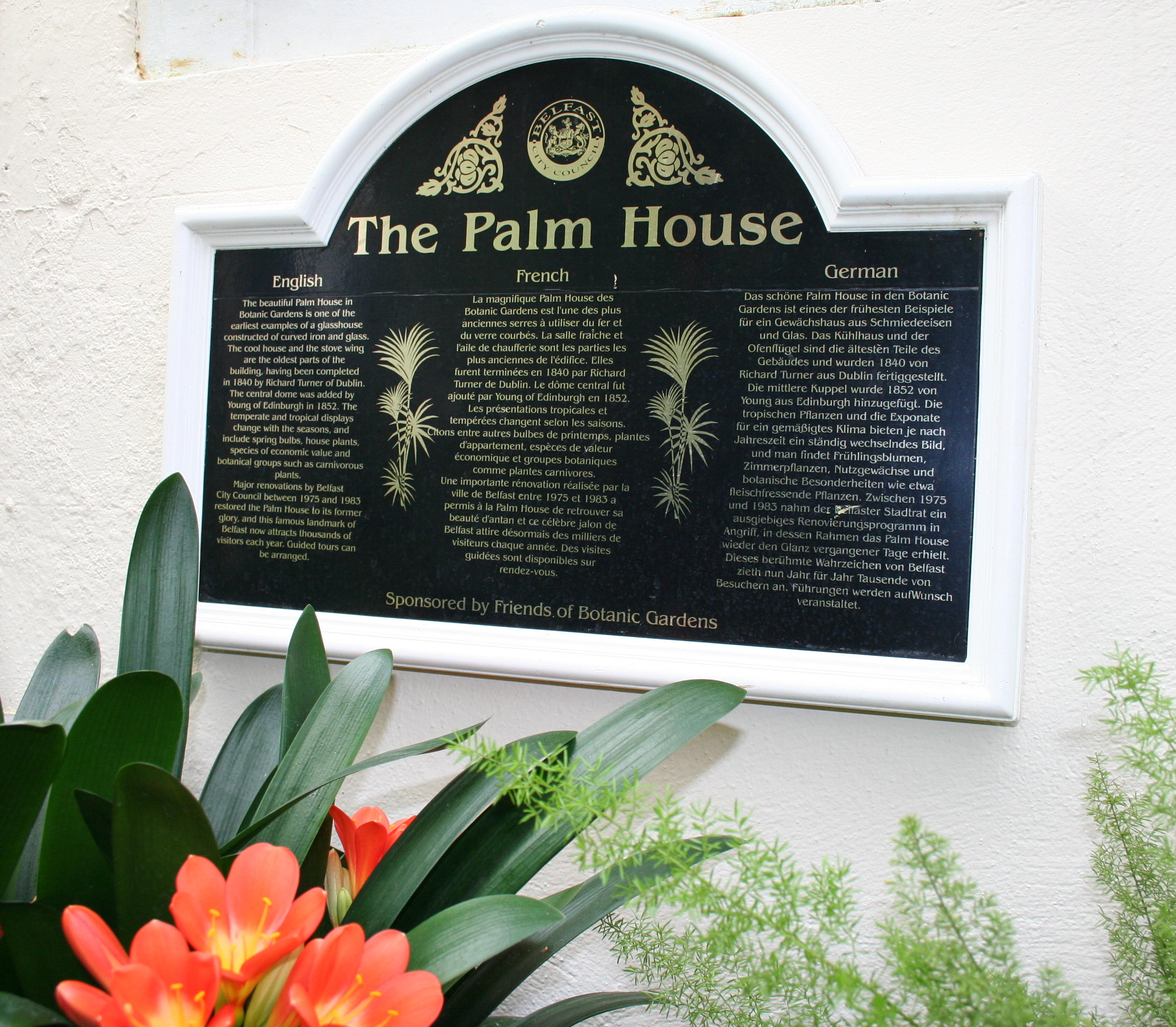
Placa en tres idiomas en la "Palm House".

- Colección de cultivares de lirios,
- Arriates de plantas herbáceas, estos son los de mayor longitud de Gran Bretaña o Irlanda.
- Invernaderos, en el gran invernadero de la Casa de la Palma albergaba los 11 metros de altura del « Globe Spear Lily », el lirio nativo de Australia, finalmente floreció en marzo de 2005 después de una espera de 23 años. La casa de palma también alberga a una Xanthorrhoea de 400 años. En el invernadero de la Casa del Barranco, la atracción más popular es la Dombeya, que florece cada febrero.

- Rosaleda construida en 1932 y variadas especies de árboles. Una estatua de Lord Kelvin se coloca en la entrada del camino de Stranmillis.

## Actos culturales
En la explanada de Stranmillis al final del jardín botánico, es el lugar donde normalmente se celebran grandes actuaciones musicales de bandas famosas o de festivales
Desde el 2002 al 2006 el festival Tennents ViTal ha tenido lugar en esta zona. 
El 26 de agosto de 1997 el conjunto U2 dio su primer concierto en Belfast después de una década como parte del PopMart Tour. 40,000 fanes acudieron al recinto, con miles más a lo largo de la valla de perímetro o viéndolos subidos a los tejados de la casas de « Ridgeway Street ».